# Eugen Coseriu
Eugen Coseriu (romanès: Eugen Coșeriu)  (Mihăileni, 27 de juliol de 1921 - Tübingen, 7 de setembre de 2002) o Eugeniu Coşeriu va ser un lingüista romanès nacionalitzat uruguaià, especialitzat en filologia romànica. És una de les més importants figures de la filologia del segle xx.

## Biografia
Després d'iniciar els seus estudis a Iași, es va traslladar a Itàlia l'any 1940, on es va doctorar en filosofia i en filologia, passant per Roma, Pàdua i Milà.
El 1951 s'estableix a Montevideo com a professor de lingüística de la seva universitat fins al 1958. Allí va desplegar una gran activitat intel·lectual i va deixar una profunda empremta. Va publicar en aquest període en castellà algunes de les seves obres més importants, com Sincronía, diacronía e historia (1958), un dels clàssics de la lingüística contemporània i Teoría del lenguaje y lingüística general (1962), conjunt d'articles entre els quals destaca «Sistema, norma y habla» pels matisos que introdueix a la dicotomia saussuriana de llengua-parla.
El 1963 va obtenir la càtedra de lingüística romànica de la Universitat de Tubinga, on va ser nomenat professor emèrit el 1991. L'any 1981, coincidint amb el seixantè aniversari, es van publicar els cinc volums d'homenatge titulats Logos semantikos : studia lingüística in honorem Eugenio Coseriu: 1921-1981, coordinats per Horst Geckeler i altres destacats lingüistes i publicats per l'Editorial Gredos de Madrid.
A més d'uns quaranta doctorats honoris causa en universitats de tot el món, l'any 2001 va rebre la Gran Creu d'Alfons X el Savi. Va ser també president entre 1980 i 1983 de la Societat de Lingüística Romànica.
L'Arxiu Eugen Coseriu a la Universitat de Tubinga, conté les seves cartes, llibres i documents originals (molts inèdits) i és actualment gestionat per Johannes Kabatek, el seu deixeble, i Óscar Loureda.

## Lecciones de lingüística general
En aquesta obra, l'autor defineix el llenguatge com una activitat humana universal, ja que es realitza de forma individual, segons tècniques històricament determinades (llengües).
Estableix, a la vegada, tres nivells del llenguatge, autònoms fins a cert punt, i uns altres tres punts de vista d'aquest. Aquests nivells l'universal, l'històric i l'individual; Els punts de vista, per la seva part, fan referència al llenguatge com a saber, activitat i com a producte.

## Obres
- Introducción a la lingüística (1951/81)
- Sincronía, diacronía e historia (Madrid, Gredos, 1958).
- Teoría del lenguaje y lingüística general (Madrid, Gredos, 1962).
- Structure lexicale et enseignement du vocabulaire (1966)
- Sprache, Strukturen und Funktionen (1970)
- Tradición y novedad en la ciencia del lenguaje, (Madrid, Gredos, 1977).
- Principios de semántica estructural (Madrid, Gredos, 1977).
- El hombre y su lenguaje. Estudios de teoría y metodología lingüística (Madrid, Gredos, 1977).
- Gramática, semántica, universales, Madrid, Gredos, 1978).
- Lecciones de lingüística general (Madrid, Gredos, 1981).
- Introducción a la lingüística (Madrid, Gredos, 1986).
- Competencia lingüística (Madrid, Gredos, 1992).
- «La semántica estructural en España», Analecta Malacitana, XXI/2, pàgs. 455-482.
- Dix thèses à propos de l'essence du langage et du signifié 1999. Revue texto!
- Lenguaje y discurso (Eunsa, 2006. Pòstum: col·lecció de teories del lingüista extretes dels seus manuscrits).

Coseriu descriu els nivells de funcionalitat o contingut lingüístic en cadascun dels nivells i defineix tres branques de la gramàtica, també corresponents a un nivell determinat.